# ナムゲーンフアチャイタオ
ナムゲーンフアチャイタオ（タイ語: น้ำแกงหัวไชเท้า）は、タイに住む華人によってタイ王国にもたらされた、大根を主な具材とするスープの一つである。

## 概要
カオマンガイ（鶏肉載せご飯）とともに出されることが多いが、しばしばカオモック（タイ風ビリヤニ）、カオナペット（ローストダックのせご飯）、カオムーデーン（チャーシュー丼）と共に出される。
タイにおいては、地域によってスープが少しずつ異なり、多様性がある。 

## 材料
ここに、一般的な材料をあげる。 
- 大根
- 生姜
- 豚骨ないしは鶏がらの出汁
- 胡椒
- パクチー
- 塩
- 砂糖